# Airi Säilä
Airi Tellervo Sahlberg, känd som Airi Säilä, född 29 april 1907 i Helsingfors, död 1 augusti 1991 i Esbo, var en finländsk balettdansös och koreograf.

## Biografi
Säilä var koreograf för flera finländska långfilmer under 1940-, 1950- och 1960-talen och medverkade även som dansare i några produktioner på 1930- och 1940-talen. År 1950 grundade hon en balettskola, som senare blev känd som Vanda barnbalett. År 1956 tilldelades hon Pro Finlandia-medaljen för sin konstnärliga insats.
Hon dog i Esbo, Finland, år 1991. Hon hade varit gift med dansaren Alf Salin, med vilken hon fick en son, flamencogitarristen Ari Salin.